# أفيون (أورينسي)
بلدية أفيون (بالإسبانية: Avión) هي بلدية تقع في مقاطعة أورينسي التابعة لمنطقة غاليسيا شمال غرب إسبانيا.

## الديموغرافيا
بلغ عدد سكان بلدية أفيون 2.528 نسمة عام 2011 (وفقاً للمعهد الوطني للإحصاء الإسباني).
| 3.001 | 2.959 | 2.822 | 2.780 | 2.693 | 2.610 | 2.528 |